# Калаколове
Калакóлове (до 17.03.2016 — Леніно-Ульяновка) — село в Україні, у Смолінській селищній громаді Новоукраїнського району Кіровоградської області. Населення становить 167 осіб.

## Історія
За радянських часів і до 2016 року село носило назву Леніно-Ульяновка.

## Населення
Згідно з переписом УРСР 1989 року чисельність наявного населення села становила 220 осіб, з яких 95 чоловіків та 125 жінок.
За переписом населення України 2001 року в селі мешкало 166 осіб.

### Мова
Розподіл населення за рідною мовою за даними перепису 2001 року:
| Мова       | Відсоток |
| ---------- | -------- |
| українська | 97,01 %  |
| російська  | 2,40 %   |
| молдовська | 0,60 %   |